# Alexandre Cebrian Valente
Alexandre Cebrian Valente é um produtor cinematográfico, realizador e argumentista português, nascido no ano de 1968, em Lisboa .
Foi director do projecto Sic Filmes e Produtor executivo de diversos programas televisivos como Paraíso Filmes, Contos de Natal, Programa da Maria).
Em 2004 cria a sua própria Produtora, onde produz três filmes no Top 10 do Box-Office Nacional. 
Em 2006, foi escolhido, pelo antigo "ICAM" (actual ICA), como "Producer on the move", representante Português no festival de Cannes.
Para além da carreira como Produtor, Alexandre também é realizador e argumentista, tendo já recebido diversos elogios da crítica cinematográfica portuguesa.
Em 2010, foi homenageado pelo Festival Entre Margens, onde foi feita uma retrospectiva da sua obra.
Em 2011, inicia a produção de Daimon, com Catarina Jardim e Alexandre Ferreira como protagonistas.